# 1839 Ragazza
1839 Ragazza este un asteroid din centura principală, descoperit pe 20 octombrie 1971, de Paul Wild.